# Aleksandr Svechín
Aleksandr Andréyevich Svechín (en ruso: Александр Андреевич Свечин) (17 de agosto de 1878, Odesa - 28 de julio de 1938) fue un líder militar ruso y soviético, escritor militar, educador y teórico, y autor del clásico militar «Estrategia».

## Biografía
Nació en Odesa, su padre era general del Ejército Imperial Ruso. Era de etnia rusa. Su hermano mayor Mijaíl Svechín (1876–1969) fue un oficial de caballería en los coraceros que luchó en la Guerra Ruso-Japonesa y la Primera Guerra Mundial.

### Servicio en el Ejército Imperial Ruso
Estudió en el Cuerpo de Cadetes de San Petersburgo y luego en la Escuela de Artillería Mijáilovsky. Se graduó de la Academia del Estado Mayor en 1903. Se graduó en el Segundo Cuerpo de Cadetes en 1895 y en la Escuela de Artillería Mijáilovski en 1897. Comenzó a publicar en la prensa a partir de 1899. Graduado de la Academia Nikoláyev del Estado Mayor en 1903 en la categoría I, fue clasificado para el Estado Mayor. Miembro de la Federación Rusa contra Japón (con el rango de Comandante de compañía del XXII Regimiento de Siberia Oriental, oficial en jefe para asignaciones en el cuartel general del XVI Cuerpo del Ejército, entonces bajo el control del Intendente General del III Ejército de Manchuria) y Primera Guerra Mundial. El último rango militar ocupado en el ejército zarista fue general de división.

### Servicio en las fuerzas armadas de la RSFS de Rusia
Después de la Revolución de Octubre, en marzo de 1918, se unió a los bolcheviques e inmediatamente fue nombrado comandante militar de la región de Smolensk. Ascendió para convertirse en el jefe del Estado Mayor de toda Rusia.
En octubre de 1918, tras desacuerdos con el comandante en jefe soviético Jukums Vācietis, Svechín fue destituido de su cargo y nombrado profesor en la Academia del Estado Mayor del Ejército Rojo de Trabajadores y Obreros. El nuevo puesto le permitió a Svechín combinar su talento como escritor con su conocimiento de estrategia militar. Su obra «Estrategia» se convirtió en lectura obligatoria en las escuelas militares soviéticas.

### Servicio en el Ejército Rojo y represión
Fue arrestado en 1930 en el Centro Nacional, pero fue puesto en libertad. Detenido de nuevo en febrero de 1931 en el caso «Vesna» y condenado en julio a 5 años en campos de trabajo. Sin embargo, en febrero de 1932 fue puesto en libertad y volvió a servir en el Ejército Rojo primero en la Dirección de Inteligencia del Estado Mayor, luego en la recién formada Academia del Estado Mayor del Ejército Rojo en 1936.
El último arresto se produjo el 30 de diciembre de 1937. Durante la investigación, Svechín no confesó nada y no calumnió a nadie.

## Muerte
Murió como resultado de la Gran Purga. Fue arrestado nuevamente el 30 de diciembre de 1937. Su nombre fue incluido en la lista de muerte n.º 107, fechada el 26 de julio de 1938 y firmada por Iósif Stalin y Vyacheslav Molotov. El 29 de julio de 1938 fue condenado a muerte por el Colegio Militar del Tribunal Supremo de la URSS acusado de «participar en una organización contrarrevolucionaria» y «entrenar terroristas».
Fue ejecutado el 29 de agosto de 1938, y su cuerpo fue enterrado en la región moscovita de Kommunarka. Fue rehabilitado el 8 de septiembre de 1956.
Su nombre aparece en el ciclo de novelas de Aleksandr Solzhenitsyn, «La rueda roja».